# Волго-Уральское междуречье

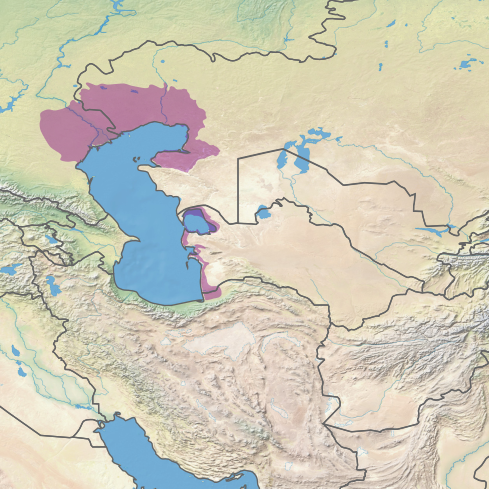
Прикаспийский низменный пустынный экорегион

Волго-Уральское междуречье — степная, полупустынная и пустынная территория между реками Волгой и Уралом в Казахстане и России.

## География

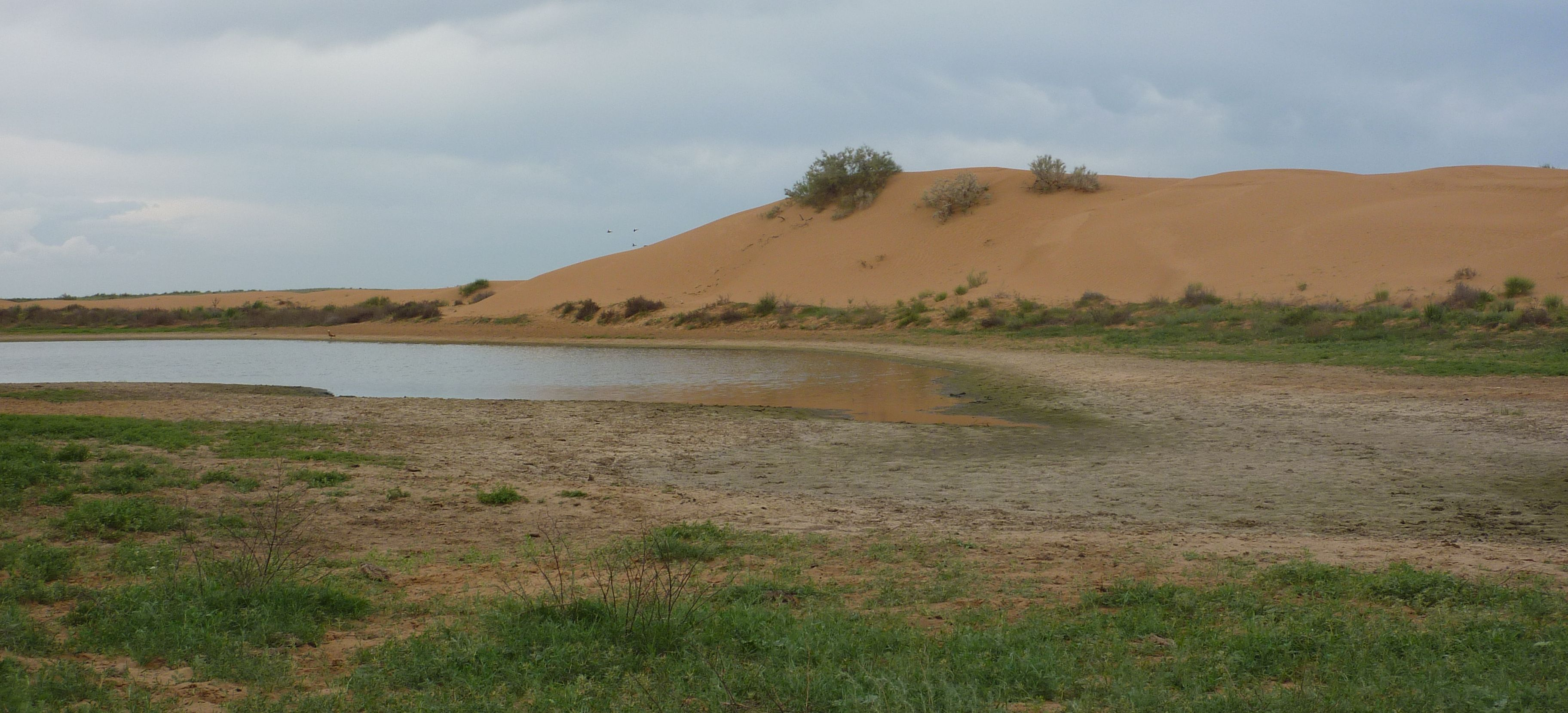
Бэровские бугры

Большая часть междуречья лежит на территории Казахстана, в пределах Западно-Казахстанской и Атырауской областей. С юга омывается Каспийским морем, в которое впадают Волга и Урал.
Южная засушливая зона находится в пределах Прикаспийской низменности, пустынного экорегиона Прикаспийской низменности. Он постепенно поднимается от морского побережья к северо-западу, при этом средняя высота нижней части колеблется от 28 до 11 м ниже уровня моря. В районе дельты Волги встречаются гряда Бэровских бугров высотой до 25 м. Между ними могут образовываться пресноводные заливные и соленые озера. Последние могут пересыхать и образовывать засоленные впадины. Весь берег Каспийского моря окаймлен полосой соленых песков, изрезанных заливами, наполненными морской водой, когда ветер дует с моря («моряна»). В южной части пустыни также есть большое количество небольших периодических и несколько более крупных постоянных озёр с соленой водой. Самый известный из них — Баскунчак, где ведется крупная добыча соли. В пределах Атырауской области Казахстана, граничащей с Астраханской областью России, находится огромный песчаный массив, ранее известный как «Урдинские пески», ныне Рын-пески.

Черноморско-Каспийская степь

Северная часть принадлежит Понтийско-Каспийскому степному экорегиону.
Междуречье можно разделить на следующие зоны: зона равнинных глинистых степей, зона равнинных песчаных пустынь, зона равнинных глинистых пустынь, зона равнинных песчаных пустынных степей.

## История и археология
Благодаря своей экологической природе, исторически эта местность была наиболее приспособлена для кочевого образа жизни. В XIII—XIV веках оседлое население было крайне редко, стационарные поселения располагались по долинам Волги и Урала, а также в богатой водой северной части междуречья. В книге золотоордынского археолога Вадима Егорова, вышедшей в 1985 году, говорится, что на этом участке проведено недостаточно археологических исследований, поэтому трудно сделать оценку его исторической численности населения. В книге рассматриваются следующие археологические памятники:
- Городище на реке Большой Иргиз, Саратовская область, Россия
- Городище Сухореченское (названо в честь села Сухая Речка), самый восток Самарской области, у реки Большой Кинель, Россия[4]
- Оренбургское городище, в пределах Оренбурга, Россия.
- Тендыкское городище, Балыкшинский район, Казахстан
- Сарайчик, Казахстан

В более позднее время ситуация улучшилась и большое количество курганов, в частности, было отнесено к ямной культуре, что, в частности, изменило представления о значении развития металлургии в этом районе в раннем бронзовом веке.